# Afagia
Afagia – niezdolność połykania zarówno posiłków, jak i płynów. Może być następstwem zmian chorobowych dotyczących przewodu pokarmowego, chorób układu nerwowego lub mięśni, niedrożności przełyku na skutek zabiegów medycznych. Stanowi najbardziej zaawansowany stopień dysfagii.